# Kanton Landrecies
Landrecies (Nederlands: Landeschie) is een voormalig kanton van het Franse Noorderdepartement. Het kanton maakte deel uit van het arrondissement Avesnes-sur-Helpe.

## Gemeenten
Het kanton Landrecies omvatte de volgende gemeenten:
- Bousies
- Croix-Caluyau
- Le Favril
- Fontaine-au-Bois
- Forest-en-Cambrésis
- Landrecies (hoofdplaats)
- Maroilles
- Preux-au-Bois
- Prisches
- Robersart